# Atar
Atar (in arabo أطار‎?) è una città della Mauritania capoluogo della Regione di Adrar.
La città si trova nella zona montana dell'Adrar, sulla strada carovaniera per il Marocco. Atar possiede l'aeroporto e vanta una delle moschee più antiche di tutta la nazione (datata 1674) inoltre alcuni anni fa è stato aperto anche un museo con reperti archeologici rinvenuti nel vicino deserto del Sahara. Recentemente è stato scoperto un fiume sotterraneo, grazie ad un satellite russo lanciato per studiare la topografia dei deserti, la cui acqua “disseterà” tutta la città.